# Харисън (Айдахо)
Вижте пояснителната страница за други значения на Харисън.
Харисън (на английски: Harrison) е град в окръг Кутни, щата Айдахо, САЩ. Харисън е с население от 267 жители (2000) и обща площ от 1,2 km². Намира се на 672 m надморска височина. ЗИП кодът му е 83833, 83842, а телефонният му код е 208.